# Vtoraja Liga
De Vtoraja Liga (Russisch: Вторая лига) was het op twee na hoogste niveau van het voetbal in de Sovjet-Unie. Letterlijk vertaald betekent Vtoraja Liga tweede Liga. De competitie bestond aanvankelijk niet op regelmatige basis en werd pas vanaf 1963 definitief ingevoerd. Voorheen was onder de tweede klasse geen nationaal niveau, maar enkel regionale competities.

## Naamswijziging
De competitie onderging door de jaren heen enkele naamswijzigingen.
| - 1936-1937 - Groep V (derde letter Russisch alfabet) - 1946 - Derde groep van de USSR - 1963-1969 - Klasse B van de USSR - 1970 - Tweede groep, klasse A van de USSR - 1971-1989 - Tweede Liga (Vtoraja Liga) - 1990-1991 - Bufferliga |

## Overzicht

### Group V
| Seizoen       | Winnaar       | Tweede          | Derde                  | Opmerking |
| ------------- | ------------- | --------------- | ---------------------- | --------- |
| 1936 (lente)  | Dinamo Rostov | Stroiteli Bakoe | Dinamo Odessa          |           |
| 1936 (herfst) | Dinamo Kazan  | Spartak Charkov | Dinamo Dnjepropetrovsk |           |
| 1937          | Dinamo Odessa | Lokomotiv Kiev  | Stachanovets Stalino   |           |

### Derde Groep
| Seizoen | Zone | Winnaar           | Tweede                 | Derde | Opmerking                                                                        |
| ------- | ---- | ----------------- | ---------------------- | ----- | -------------------------------------------------------------------------------- |
| 1946    | 1    | Spartak Oezjgorod | Krylya Sovetov Tbilisi |       | vijf groepen, winnaars en tweedes kwalificeerden zich voor de twee finalegroepen |
| 1946    | 2    | Dinamo Riga       | Zenit Kaliningrad      |       | vijf groepen, winnaars en tweedes kwalificeerden zich voor de twee finalegroepen |

### Klasse B
| Seizoen | Zone          | Winnaar                     | Tweede                      | Derde                     | Opmerkingen |
| ------- | ------------- | --------------------------- | --------------------------- | ------------------------- | ----------- |
| 1963    | Rusland       | Volga Kalinin               | Dinamo Kirov                | Zvezda Serpoechov         | drie zones  |
| 1963    | Oekraïne      | SKA Odessa                  | Lokomotiv Vinnitsa          | Azovstal Zjdanov          | drie zones  |
| 1963    | Republieken   | Lokomotivi Tbilisi          | Dinamo Batoemi              |                           | drie zones  |
| 1964    | Rusland       | RostselMasj Rostov          | Terek Grozny                | Tekstilsjtsjik Ivanovo    | drie zones  |
| 1964    | Oekraïne      | Lokomotiv Vinnitsa          | SKA Kiev                    | Polesje Zjitomir          | drie zones  |
| 1964    | Republieken   | Granitas Klaipeda           | Vostok Oest-Kamenogorsk     | Politodel Tasjkent Oblast | drie zones  |
| 1965    | Rusland       | Spartak Naltsjik            | Roebin Kazan                | Sokol Saratov             | drie zones  |
| 1965    | Oekraïne      | SKA Lvov                    | SKA Kiev                    | Avangard Zjovti Vody      | drie zones  |
| 1965    | Republieken   | Dinamo Kirovobad            | Dinamo Bakoe                | Pamir Leninabad           | drie zones  |
| 1966    | Rusland       | Lokomotiv Kaloega           | Spartak Ordzjonikidze       | Metalloerg Toela          | vier zones  |
| 1966    | Oekraïne      | Avangard Zjovti Vody        | Dinamo Chmelnitski          | Lokomotiv Cherson         | vier zones  |
| 1966    | Centraal-Azië | Pamir Leninabad             | Metalloerg Sjymkent         | Dinamo Tselinograd        | vier zones  |
| 1966    | Republieken   | Mesjachte Tkiboeli          | Polad Soemgajyt             | Neman Grodno              | vier zones  |
| 1967    | Rusland       | Dinamo Machatsjkala         | Volga Oeljanovsk            | Volgar Astrachan          | vier zones  |
| 1967    | Oekraïne      | Avtomobilist Zjitomir       | Chimik Severodonetsk        | Dnjepr Krementsjoek       | vier zones  |
| 1967    | Centraal-Azië | Zarafsjan Navoi             | Sverdlovets Tasjkent Oblast | Metalloerg Temirtau       | vier zones  |
| 1967    | Republieken   | Neman Grodno                | Polad Soemgajyt             |                           | vier zones  |
| 1968    | Rusland       | Masjoek Pjatigorsk          | Kalinenets Sverdlovsk       | Spartak Belgorod          | vier zones  |
| 1968    | Oekraïne      | Avangard Ternopol           | Boekovina Tsjernovtsi       | Sjachtjor Kadijevka       | vier zones  |
| 1968    | Centraal-Azië | Sverdlovets Tasjkent Oblast | Kk Altyn Andizjan Oblast    | Dinamo Samarkan           | vier zones  |
| 1968    | Kazachstan    | Jenbek Dzjezkazgan          | ADK Alma‑Ata                | Metalloerg Temirtau       | vier zones  |
| 1969    | Rusland       | Droezjba Majkop             | Satoern Rybinsk             | Iskra Smolensk            | vijf zones  |
| 1969    | Oekraïne      | Spartak Ivano-Frankovsk     | Sjachtjor Gorlovka          | Spartak Soemy             | vijf zones  |
| 1969    | Centraal-Azië | Tasjavtomasj Tasjkent       | Dinamo Samarkand            | Jangijer                  | vijf zones  |
| 1969    | Kazachstan    | Traktor Pavlodar            | Tsementnik Semipalatinsk    | Jenbek Dzjezkazgan        | vijf zones  |
| 1969    | Kaukasus      | Dila Gori                   | Goeria Lantsjchoeti         | Avtomobilist Jerevan      | vijf zones  |

1936 (V) · 1936 (N) · 1937 · 1938-1945 · 1946 · 1947-1962 ·  1963 · 1964 · 1965 · 1966 · 1967 · 1968 · 1969 · 1970 · 1971 · 1972 · 1973 · 1974 · 1975 · 1976 · 1977 · 1978 · 1979 · 1980 · 1981 · 1982 · 1983 · 1984 · 1985 · 1986 · 1987 · 1988 · 1989 · 1990 · 1991